# Maserati 250F
El Maserati 250F fue un automóvil de carreras fabricado por Maserati de Italia, utilizado en las carreras de Fórmula 1 '2.5 litros' entre enero de 1954 y noviembre de 1960. Se hicieron veintiséis ejemplares.

## Detalles mecánicos

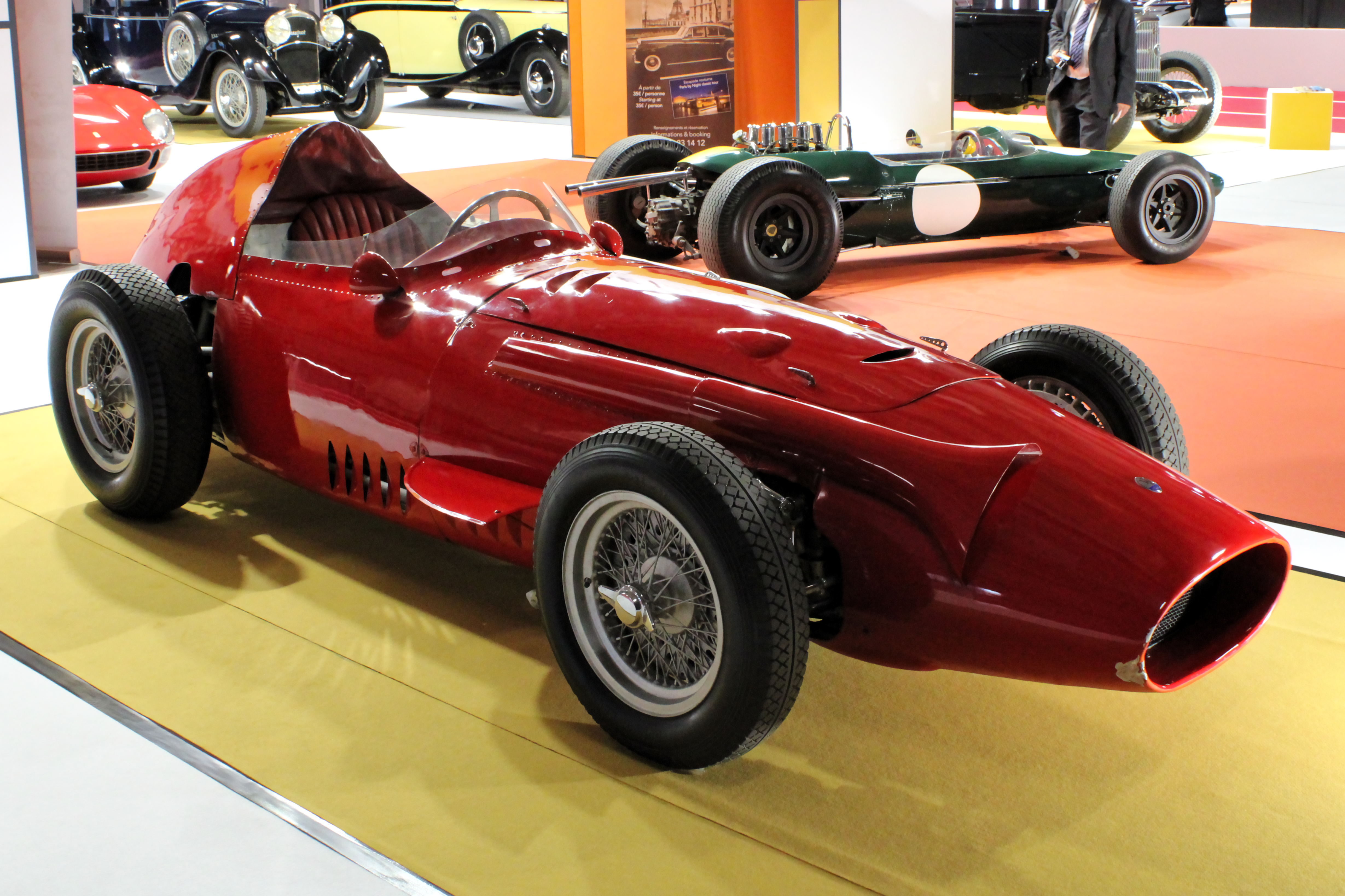
Maserati 250F en el Salón del Automóvil de París de 2018.

El 250F utilizó principalmente el motor Maserati A6 recto-seis de 2.5 litros SSG 220 bhp (@ 7400 rpm), con refuerzos de tambor de 13.4 ", suspensión delantera independiente de la espoleta y un eje tubular De Dion. Fue construido por Gioacchino Colombo, Vittorio Bellentani y Alberto Massimino, la obra tubular fue realizada por Valerio Colotti. 
En el Gran Premio de Francia de 1956 se usó una versión aerodinámica con carrocería que encierra parcialmente las ruedas (similar al "Typ Monza" de Mercedes-Benz W196 de 1954).

## Historia de las carreras

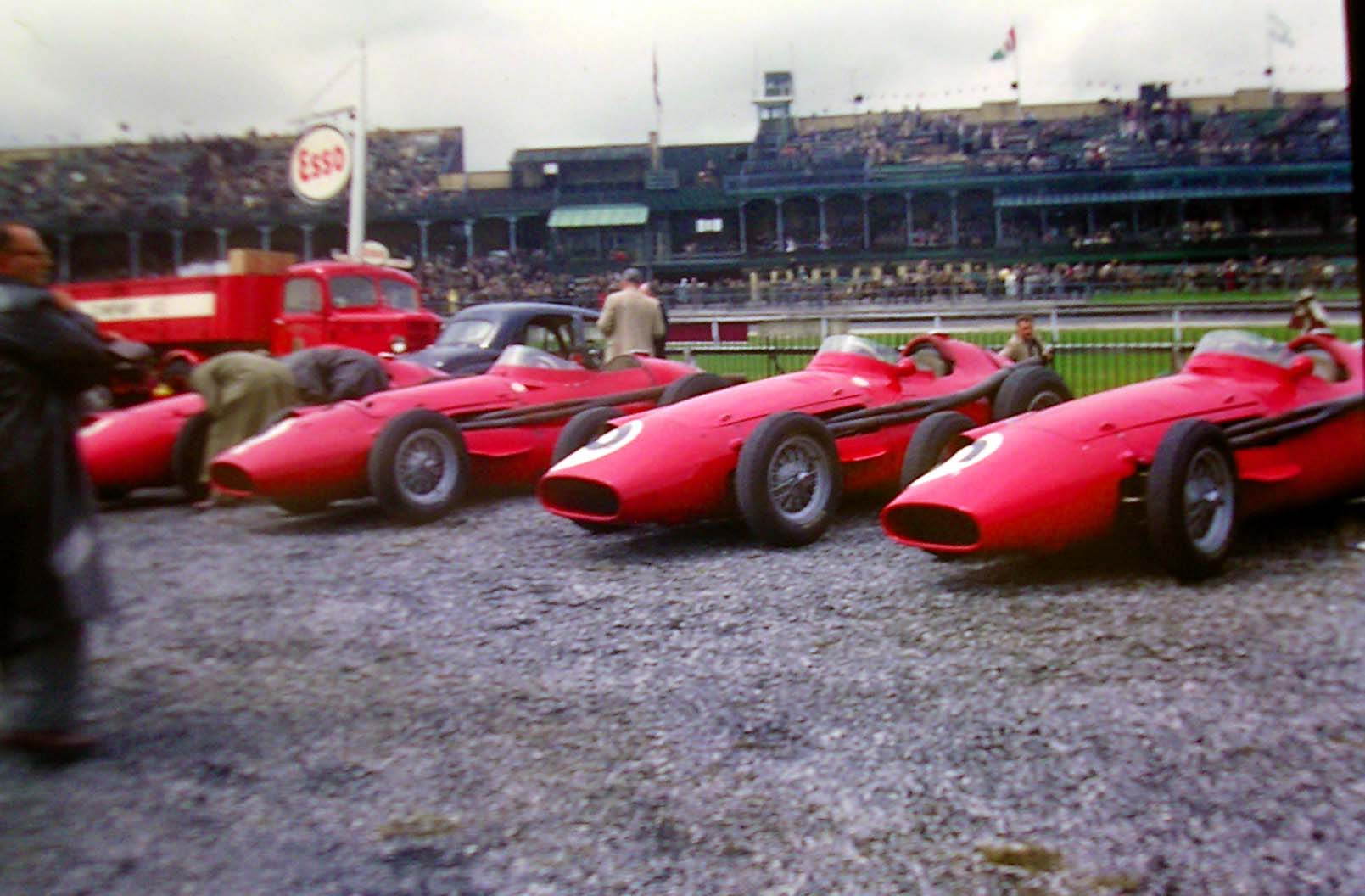
Los 250F del equipo Maserati antes del comienzo del Gran Premio de Gran Bretaña de 1957.

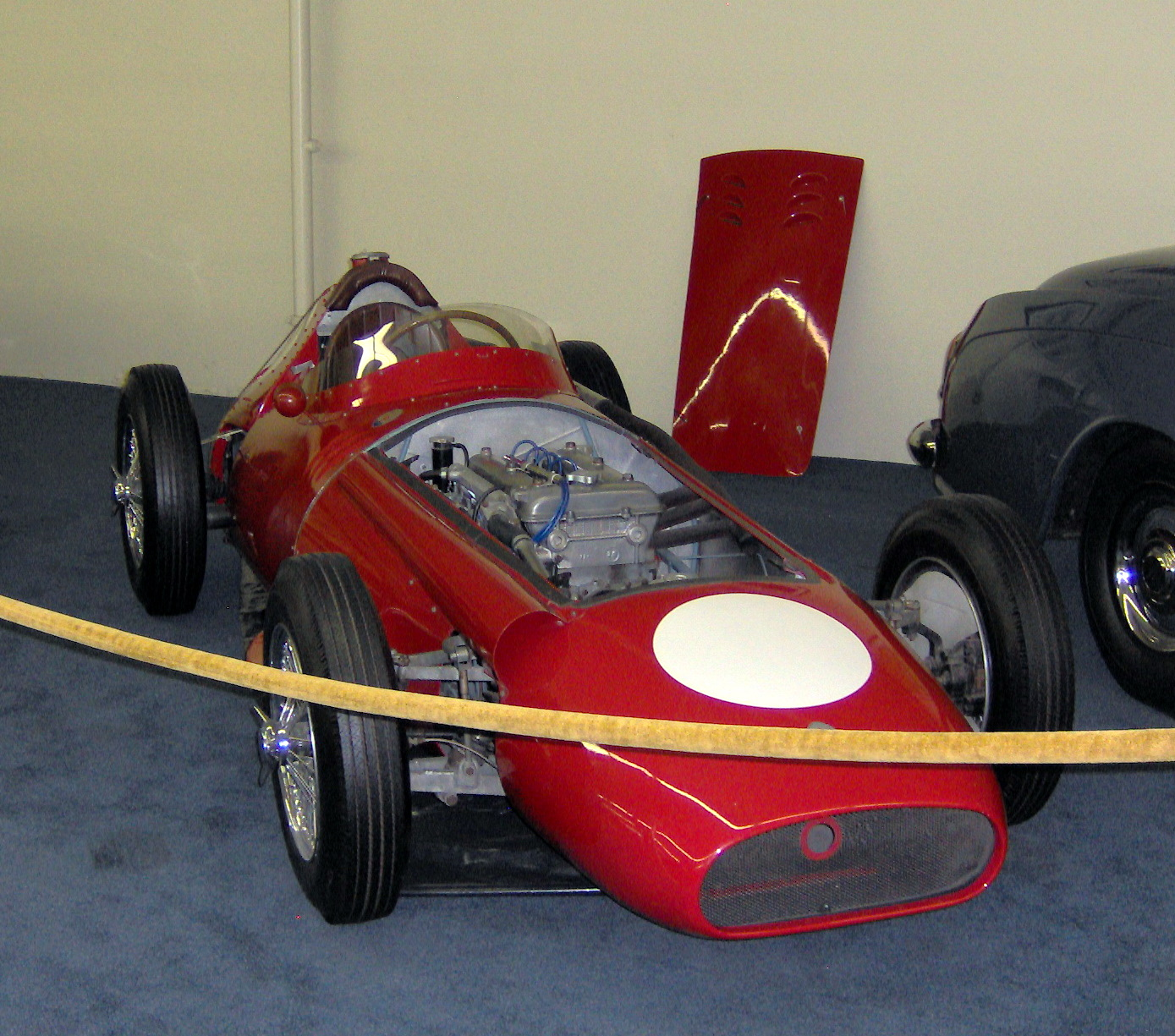
Maserati 250F Grand Prix de 1957 (recreación).

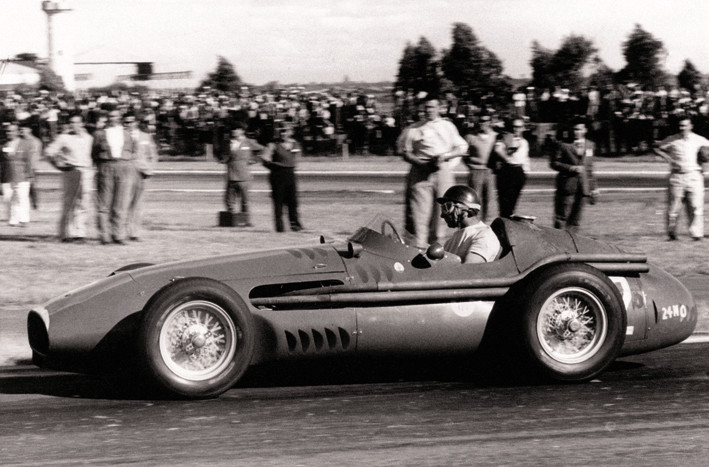
Maserati 250F de Juan Manuel Fangio.

El 250F corrió por primera vez en el Gran Premio de Argentina de 1954, donde Juan Manuel Fangio ganó la primera de sus dos victorias antes de irse al nuevo equipo Mercedes-Benz. Fangio ganó el Campeonato Mundial de Pilotos de 1954, con puntos ganados con Maserati y Mercedes-Benz; Stirling Moss compitió con su un 250F privado de su propiedad durante toda la temporada de 1954.
En 1955 se introdujeron una caja de cambios de 5 velocidades, Inyección de combustible SU (240 CV) y frenos de disco Dunlop. Jean Behra condujo esta nueva configuración en un equipo de satélite de cinco miembros que incluía a Luigi Musso.
En 1956, Stirling Moss ganó el Gran Premio de Mónaco e Italia, ambos en un automóvil oficial de fábrica.
En 1956 aparecieron por primera vez tres monoplazas 250F T2 para los conductores de equipos satélite. Desarrollados por Giulio Alfieri con tubos de acero más livianos, lucían un cuerpo más delgado y rígido y, a veces, el nuevo motor V12 de 315cv (235 kW), aunque éste ofrecía poca o ninguna ventaja real sobre del motor 6 en línea anterior. Más tarde el motor se desarrolló en el V12 de 3 litros que ganó dos carreras con el Cooper T81 y T86 de 1966 a 1969; la variante final "Tipo 10" del motor tiene tres válvulas y dos bujías por cilindro.
En 1957, Juan Manuel Fangio logró cuatro victorias más en el campeonato, incluida su legendaria victoria final en el Gran Premio de Alemania en Nürburgring (4 de agosto de 1957), donde superó un déficit de 48 segundos en 22 vueltas, superando al líder de la carrera, Mike Hawthorn, en la última vuelta para llevarse la victoria. Al hacerlo, rompió el récord de vuelta en Nürburgring, 10 veces, 7 de ellas consecutivas.
En la temporada de 1958, el 250F fue superado totalmente por los nuevos coches de F1 con motor trasero. Sin embargo, el automóvil siguió siendo el favorito de los corsarios, incluida Maria Teresa de Filippis, y fue utilizado por pilotos del vagón del cola hasta la última temporada de la Fórmula de 2.5 litros en 1960.
En total, el 250F compitió en 46 carreras de campeonato de Fórmula 1 con 277 entradas, con ocho victorias. El éxito no se limitó a los eventos del Campeonato del Mundo con 250 pilotos consiguiendo victorias en muchas carreras fuera del campeonato en todo el mundo.
Stirling Moss dijo más tarde que el 250F fue el mejor auto de F1 con motor delantero que llegó a conducir.